# Wolfsgraben (Fischbach)
Der Wolfsgraben ist ein etwa ein Kilometer langer rechter und östlicher Zufluss des Fischbachs beim Dorf Niedernhausen der Gemeinde Fischbachtal im hessischen Landkreis Darmstadt-Dieburg.

## Geografie

### Verlauf
Der Wolfsgraben entspringt am mittleren Westhang der Steinkaute auf etwa 263 m ü. NN im Wald und läuft durchweg in etwa westlicher Richtung, ab dem Bergfuß in offener Flur. Zuletzt fließt er gegenüber den letzten Häusern von Niedernhausen auf etwa 180 m ü. NN von rechts in den Fischbach ein. Der Bach ist ab dem Waldrand die Gemarkungsgrenze zwischen Groß-Bieberau und Fischbachtal, die ihm schon zuvor nahe folgt.
Der Wolfsgraben mündet nach 1,2 km langem Lauf mit mittlerem Sohlgefälle von rund 69 ‰ etwa 83 Höhenmeter unterhalb seines Ursprungs.

### Flusssystem Gersprenz
- Fließgewässer im Flusssystem Gersprenz